# Oogenius lariosae
Oogenius lariosae är en skalbaggsart som beskrevs av Martinez 1953. Oogenius lariosae ingår i släktet Oogenius och familjen Rutelidae. Inga underarter finns listade i Catalogue of Life.